# Front Man (personaggio)
Hwang In-ho (황인호?), noto anche come Front Man, è l'antagonista principale della serie Netflix Squid Game. È a capo della gerarchia del gioco, e si occupa di avviare e gestire la competizione tra persone fortemente indebitate, in palio un premio di 45,6 miliardi di won.
Ex agente di polizia, Hwang vinse lui stesso il gioco nel 2015, partecipando come Giocatore 132. Dopo la vittoria, fece perdere le sue tracce e assunse il ruolo di Front Man. Ha un fratellastro minore, Hwang Jun-ho, anch’egli poliziotto, che nella prima stagione si infiltra nel gioco per cercarlo, poiché era scomparso da tempo. Sempre nella prima stagione, il Front Man viene mostrato principalmente mentre supervisiona e organizza le sfide. Tuttavia, nella seconda stagione compare travestito da partecipante, come Giocatore 001 e sotto il falso nome di Oh Young-il (오영일?), con l'intento di ostacolare i piani di Seong Gi-hun.
Il personaggio del Front Man è stato ideato da Hwang Dong-hyuk e interpretato da Lee Byung-hun, che ha collaborato anche allo sviluppo del personaggio. Nella versione doppiata in italiano ha la voce di Francesco De Francesco.

## Biografia del personaggio
Prima di diventare Front Man, In-ho era un poliziotto che ha partecipato allo Squid Game nel 2015 come giocatore 132. Prima del gioco finale Oh Il-nam gli ha dato l'occasione di uccidere nel sonno tutti gli altri giocatori rimasti con un coltello, vincendo il gioco, la stessa occasione che darà a Gi-hun nel 2024.

## Accoglienza
I giornalisti di Gizmodo, Germain Lussier e Cheryl Eddy, hanno elogiato la "duplicità attentamente calibrata" del personaggio, affermando che offre a Lee "un ruolo succoso in cui immergersi". Therese Lacson, scrivendo per Collider, osserva che Lee "assume il ruolo del traditore dei Giochi" e che la sua interpretazione mostra come "i confini del Front Man siano sfumati. A volte sembra di guardare Hwang In-ho... Ma poi, altre volte, sembra di trovarsi davanti al Front Man."